# Viburnum chingii
Viburnum chingii är en desmeknoppsväxtart som beskrevs av Ping Sheng Hsu. Viburnum chingii ingår i släktet olvonsläktet, och familjen desmeknoppsväxter. Utöver nominatformen finns också underarten V. c. limitaneum.